# 重量ポンド毎平方インチ
重量ポンド毎平方インチ（じゅうりょうポンドまいへいほうインチ、pound-force per square inch）は、ヤード・ポンド法での圧力・応力の単位であり、ヤード・ポンド法では最も一般的に使われる。日本では、特殊の計量（ヤード・ポンド法を参照）の場合の他は使用することができない。
1重量ポンド毎平方インチは、1平方インチの面積につき1重量ポンド (lbf) の力がかかる圧力・応力と定義される。0.45359237kg/ポンド × 9.80665m/s2 / 0.0254m / 0.0254m の計算により、約6894.757293168Paである。また、1 atm（1気圧）は約 14.6995747psi、1psi は約 0.068029179atm である。
なお、日本の計量法では、6894.76Paと定義している。

## 略称及び単位記号
厳密に論ずる場合を除き、不正確で推奨はされないがポンド毎平方インチ (pound per square inch) と呼ぶことが多い。略称はpsi（ピーエスアイ、プサイ）。
単位記号は lbf/in2または psi、あるいは不正確だが lb/in2である。日本の計量法では、lbf/in2のみが認められていて、psiは使用することはできない。

## 測定対象による呼び名
測定対象により、特別な呼び名がある。
- psia (psi absolute) -- 絶対圧。ゲージ圧にその地域での大気圧を足したもの。「プサイア」とも読む[3]。
- psig (psi gauge, psi on gauge) -- ゲージ圧。大気圧との差。「プサイグ」とも読む[4]。
  - psivg (psi vented gauge) -- difference between the measuring point and the local pressure.
  - psisg (psi sealed gauge) -- difference between a chamber of air sealed at atmospheric pressure and the pressure at the measuring point.
- psid (psi difference) -- 差圧。2つの圧力の差。

## ksi
1000 psi を ksi と呼ぶ。重量キロポンド毎平方インチ (kilopound-force per square inch)、あるいは、キップ毎平方インチ (kip per square inch) の略である。キップとはキロポンド kilopound の略で、（「重量」を付けることなく）1000 重量ポンドを意味する。
材料科学と機械工学に関する文章の中で時折見られ、一般に応力やヤング率を指定するのに用いられる。

## 実例
- 海面における大気圧 - 14.7 psia
- 普通乗用車のタイヤ - 32~41 psig
- ブレーキの空気溜 - 90〜120 psig
- 充填済のスクーバタンク - 3000 psig